# ISO 3166-2:ML
Kódy ISO 3166-2 pro Mali identifikují 10 regionů a 1 distrikt (stav v roce 2017). První část (ML) je mezinárodní kód pro Mali, druhá část sestává z jednoho čísla nebo tří písmen identifikujících region nebo distrikt.

## Seznam kódů
```
ML-1   Kayes
ML-2   Koulikoro
ML-3   Sikasso
ML-4   Ségou
ML-5   Mopti
ML-6   Timbuktu
ML-7   Gao
ML-8   Kidal
ML-9   Ménaka
ML-10  Taoudénit
ML-BKO Bamako
```